# AKT1
AKT1 (англ. AKT serine/threonine kinase 1) – білок, який кодується однойменним геном, розташованим у людей на короткому плечі 14-ї хромосоми. Довжина поліпептидного ланцюга білка становить 480 амінокислот, а молекулярна маса — 55 686.
| 10         |  | 20         |  | 30         |  | 40         |  | 50         |
| ---------- |  | ---------- |  | ---------- |  | ---------- |  | ---------- |
| MSDVAIVKEG |  | WLHKRGEYIK |  | TWRPRYFLLK |  | NDGTFIGYKE |  | RPQDVDQREA |
| PLNNFSVAQC |  | QLMKTERPRP |  | NTFIIRCLQW |  | TTVIERTFHV |  | ETPEEREEWT |
| TAIQTVADGL |  | KKQEEEEMDF |  | RSGSPSDNSG |  | AEEMEVSLAK |  | PKHRVTMNEF |
| EYLKLLGKGT |  | FGKVILVKEK |  | ATGRYYAMKI |  | LKKEVIVAKD |  | EVAHTLTENR |
| VLQNSRHPFL |  | TALKYSFQTH |  | DRLCFVMEYA |  | NGGELFFHLS |  | RERVFSEDRA |
| RFYGAEIVSA |  | LDYLHSEKNV |  | VYRDLKLENL |  | MLDKDGHIKI |  | TDFGLCKEGI |
| KDGATMKTFC |  | GTPEYLAPEV |  | LEDNDYGRAV |  | DWWGLGVVMY |  | EMMCGRLPFY |
| NQDHEKLFEL |  | ILMEEIRFPR |  | TLGPEAKSLL |  | SGLLKKDPKQ |  | RLGGGSEDAK |
| EIMQHRFFAG |  | IVWQHVYEKK |  | LSPPFKPQVT |  | SETDTRYFDE |  | EFTAQMITIT |
| PPDQDDSMEC |  | VDSERRPHFP |  | QFSYSASGTA |  |            |  |            |

A: Аланін

C: Цистеїн

D: Аспарагінова кислота

E: Глутамінова кислота

F: Фенілаланін

G: Гліцин

H: Гістидин

I: Ізолейцин

K: Лізин

L: Лейцин

M: Метіонін

N: Аспарагін

P: Пролін

Q: Глутамін

R: Аргінін

S: Серин

T: Треонін

V: Валін

W: Триптофан

Кодований геном білок за функціями належить до трансфераз, кіназ, серин/треонінових протеїнкіназ, білків розвитку, фосфопротеїнів. 
Задіяний у таких біологічних процесах, як апоптоз, регуляція трансляції, транспорт, вуглеводний обмін, метаболізм глікогену, нейрогенез, обмін глюкози, ацетилювання, альтернативний сплайсинг. 
Білок має сайт для зв'язування з АТФ, нуклеотидами. 
Локалізований у клітинній мембрані, цитоплазмі, ядрі, мембрані.